# خروزک
خروزک، روستایی از توابع بخش دشتابی شهرستان بوئین‌زهرا در استان قزوین ایران است.

## جمعیت
این روستا در دهستان دشتابی غربی قرار دارد و براساس سرشماری مرکز آمار ایران در سال ۱۳۸۵، جمعیت آن ۴۱ نفر (۹خانوار) بوده‌است. این روستا دارای یک حمام بسیار قدیمی ست که قدمت آن مشخص نمی‌باشد. متاسقانه بر اثر بی‌توجهی تقریباً از بین رفته است. از آثار دیگران می‌توان به بخش قدیمی روستا اشاره نمود که دارای تاریخی بس طولانی می‌باشد؛ که چندین بار به طور غیرمجاز حفاری شده است. طبق ادعای اهالی آنجا قدمت تاریخ این روستا به بیش از چهار هزار سال بر می‌گردد. البته این روستا دارای یک درخت کهنسال بود که متأسفانه طی یک آتش‌سوزی این درخت به طور کامل از بین رفت که قدمتی هفتصد سال داشته است.